# Nhiệt độ không tuyệt đối

Điểm không kelvin được coi là nhiệt độ không tuyệt đối

Nhiệt độ không tuyệt đối, độ không tuyệt đối, không độ tuyệt đối hay đơn giản là 0 tuyệt đối, là trạng thái nhiệt động học lý tưởng của vật chất, trong đó mọi chuyển động nhiệt đều ngừng. Trạng thái này, theo các kết quả tính toán lý thuyết, đạt được đối với mọi hệ vật chất ở nhiệt độ khoảng -273,15°C  hay bằng -459.67°F.
Nhiệt độ không tuyệt đối được tính là 0 K trong Nhiệt giai Kelvin

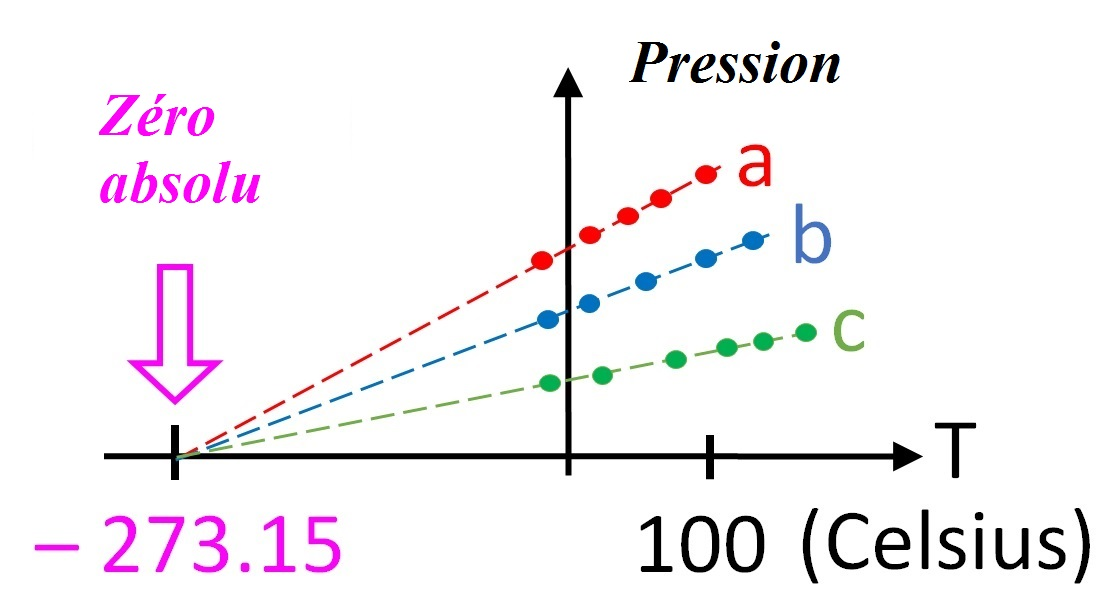
Đồ thị của áp suất và nhiệt độ cho ba mẫu khí khác nhau ở cùng một thể tích ngoại suy về độ không tuyệt đối

Người ta thường nghĩ là nhiệt độ thấp nhất có thể, nhưng nó không phải là trạng thái entanpi thấp nhất có thể, bởi vì tất cả các chất thực bắt đầu rời khỏi khí lý tưởng khi được làm lạnh khi chúng tiếp cận sự thay đổi trạng thái thành chất lỏng, sau đó chuyển sang dạng rắn; và tổng lượng entanpy của sự hóa hơi (khí sang lỏng) và entanpy của phản ứng tổng hợp (lỏng sang rắn) vượt quá sự thay đổi khí lý tưởng của entanpy về độ không tuyệt đối. Trong mô tả cơ học lượng tử, vật chất (rắn) ở độ không tuyệt đối nằm ở trạng thái cơ bản, điểm có năng lượng bên trong thấp nhất.
Định luật nhiệt động học chỉ ra rằng không thể đạt tới độ tuyệt đối bằng cách chỉ sử dụng các phương tiện nhiệt động lực học, bởi vì nhiệt độ của chất được làm lạnh đạt tới nhiệt độ của tác nhân làm mát không có triệu chứng, và một hệ thống ở độ không tuyệt đối vẫn có năng lượng điểm không cơ học lượng tử, năng lượng của trạng thái cơ bản của nó ở độ không tuyệt đối. Động năng của trạng thái cơ bản không thể được loại bỏ.
Các nhà khoa học và công nghệ thường xuyên đạt được nhiệt độ gần bằng 0 tuyệt đối, trong đó vật chất thể hiện các hiệu ứng lượng tử như siêu dẫn và siêu lỏng.